# Теренс Малик
Теренс Фредерик Малик (енгл. Terrence Malick; рођен 30. новембра 1943) је амерички филмски стваралац. Његови филмови су Божанствени дани (1978), Танка црвена линија (1998), за које је номинован за Оскара за најбољу режију и најбољи адаптирани сценарио, Нови свет (2005) и Дрво живота (2011), од чега му је последњи донео још једну номинацију за Оскара за најбољу режију и Златну палму на 64. Канском филмском фестивалу.
Малик је започео своју каријеру као део новог холивудског таласа са филмовима Пустара (1973), о пару убици у бекству на америчком средњем западу 1950-их, и Божанствени дани (1978), који детаљно описује љубавни троугао између два радника и богатог пољопривредника током Првог светског рата, пре дуже паузе.
Маликови филмови су истраживали теме као што су трансценденција, природа и сукоби између разума и инстинкта. Они су типично обележени широким филозофским и духовним призвуком, као и употребом медитативног гласа преко појединих ликова. Стилски елементи његовог рада инспирисали су подељена мишљења међу филмским научницима и публиком; неки су хвалили његове филмове због њихове кинематографије и естетике, док су други сматрали да им недостаје заплет и развој карактера. Његових првих пет филмова је ипак високо рангирано у ретроспективним анкетама на крају деценије и свих времена.

## Биографија
Маликови преци по очевој лини су асирски досељеници из данашње Сирије и Ирана.
Након дипломирања на Харварду са највећим почастима, Малик наставља постдипломске студије на неколико универзитета. Не завршава студије на Оксфорду због спора са ментором око теме која се бавила концептом светом у делима Киркегора, Витгенштајна и Хајдегера.
Током 1969. објављен је Маликов превод на енглески језик Хајдегеровог дела Vom Wesen des Grundes под насловом The Essence of Reasons.
По повратку у САД, предавао је филозофију на МИТ и радио је као новинар.
Првенац Пустара, са Мартином Шином и Сиси Спејсек, снимио је 1973. Након другог филма Божанствени дани, снимљеног 1978, направио је дужу паузу, да би се режирању вратио 1998. ратном драмом Танка црвена линија.
Три пута је био номинован за Оскар - за режију и сценарио филма Танка црвена линија, као и за режију филма Дрво живота из 2011. Награђен је Златним медведом на Филмском фестивалу у Берлину и Златном палмом на Канском филмском фестивалу. Сви Маликови филмови наишли су на добар пријем код филмских критичара, који га називају једним од најбољих савремених филмских редитеља.
У његовим филмовима чест мотив су четири основна елемента: земља, вода, ваздух и ветар.